# Astragalus propinquus
Astragalus propinquus är en ärtväxtart som beskrevs av Schischkin. Astragalus propinquus ingår i släktet vedlar, och familjen ärtväxter. Inga underarter finns listade i Catalogue of Life.